# (52965) 1998 TK17
1998 تي كي 17 (ويعرف أيضًا باسم (52965) 1998 تي كي 17 وفق تسمية الكوكب الصغير) (بالإنجليزية: 1998 TK17)‏ هو كويكب ضمن حزام الكويكبات؛ وترتيبه 52965 من حيث الاكتشاف.
اكتُشف هذا الجُرم الفلكي بواسطة OCA–DLR Asteroid Survey ‏ في 15 أكتوبر 1998.

## وصلات خارجية
- (52965) 1998 TK17 في قاعدة بيانات مختبر الدفع النفاث لأجرام النظام الشمسي الصغيرة

- الاكتشاف · مخطط المدار ·  العناصر المدارية · المعلمات المادية

- (52965) 1998 TK17 على موقع ويكي سكاي: DSS2, SDSS, GALEX, IRAS, Hydrogen α, X-Ray, Astrophoto, Sky Map, Articles and images